# Symbole Augsburga
Oficjalnymi symbolami Augsburga są herb i barwy miejskie. Uzupełniają je flaga miejska, godło i herby dzielnic.

## Herb Augsburga

### Historia
Najstarszy wizerunek herbu pochodzi z ok. 1237 roku i przedstawia bramę miejską zwieńczoną dwoma wieżami, w której przejeździe stoi drzewo życia. W 1260 roku zastąpił je krzew winorośli. W XV wieku winorośl została umieszczona na czerwono-białej tarczy heraldycznej (herb biskupów augsburskich). W 1467 winorośl zostaje zastąpiona pyrem. W 1521 roku Zirbelnuss został położony na kapitelu. W 1811 roku herb został zwieńczony koroną muralis. W 2000 rocznicę istnienia miasta w 1985 r. herb został zaprojektowany na nowo w nowoczesnym stylu.

### Blanzowanie
Herb Augsburga stanowi czerwono-srebrna tarcza z zielonym pyrem na zielonym kapitelu.

### Galeria

Rekonstrukcja późnogotyckiego herbu z fasady augsburskiego ratusza
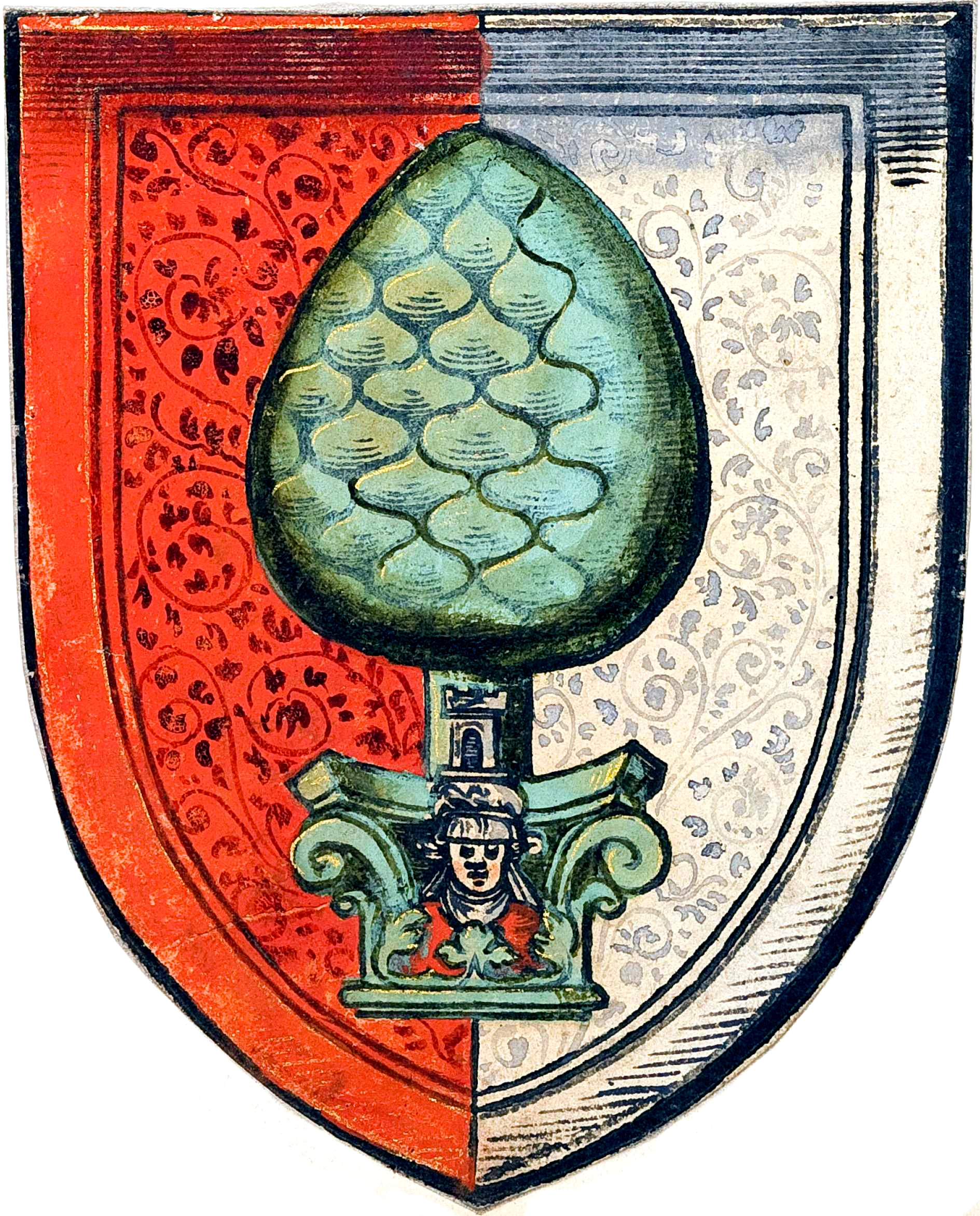
Herb z II poł. XVI w.

## Barwy
Barwy miejskie to oficjalny, obok herbu, symbol miasta. Stanowią go trzy pasy, zgodnych heraldycznie z herbem, w kolorach czerwieni, zieleni i bieli.

## Flaga
Uzupełnieniem przedstawienia barw miejskich jest flaga miasta. Jest to podłużny płat materiału dzielący się na trzy, równej szerokości pasy materiału w kolorach czerwieni, zieleni i bieli. Na środku flagi może być umieszczony herb miejski.

Flaga z herbem

## Pyr
Pyr (Zirbelnuss – Szyszka limbowa) – godło miasta Augsburga. Nazwa pochodzi od łacińskiego słowa "pirum" (gruszka). Jest to artystyczne i heraldyczne przedstawienie szyszki piniowej lub limbowej.

### Historia
Pyr był rzymskim symbolem szczęścia i dobrobytu, stosowany jako jedno z godeł noszonych na sztandarach armii rzymskiej. Był symbolem legionu stacjonującego w Augsburgu, a następnie stał się godłem całej prowincji Racji. Umieszczany na rzymskich grobach i stelach pamiątkowych. W czasie rozkwitu chrześcijaństwa symbolizował drzewo życia, a następnie został nim zastąpiony. Do wizerunku pyra – szyszki powrócono w 1467 roku po odkryciu starożytnych tablic z jego wizerunkiem. Pyr wieńczy wiele budynków augsburskiej starówki w tym najważniejsze – ratusz i arsenał.

### Galeria

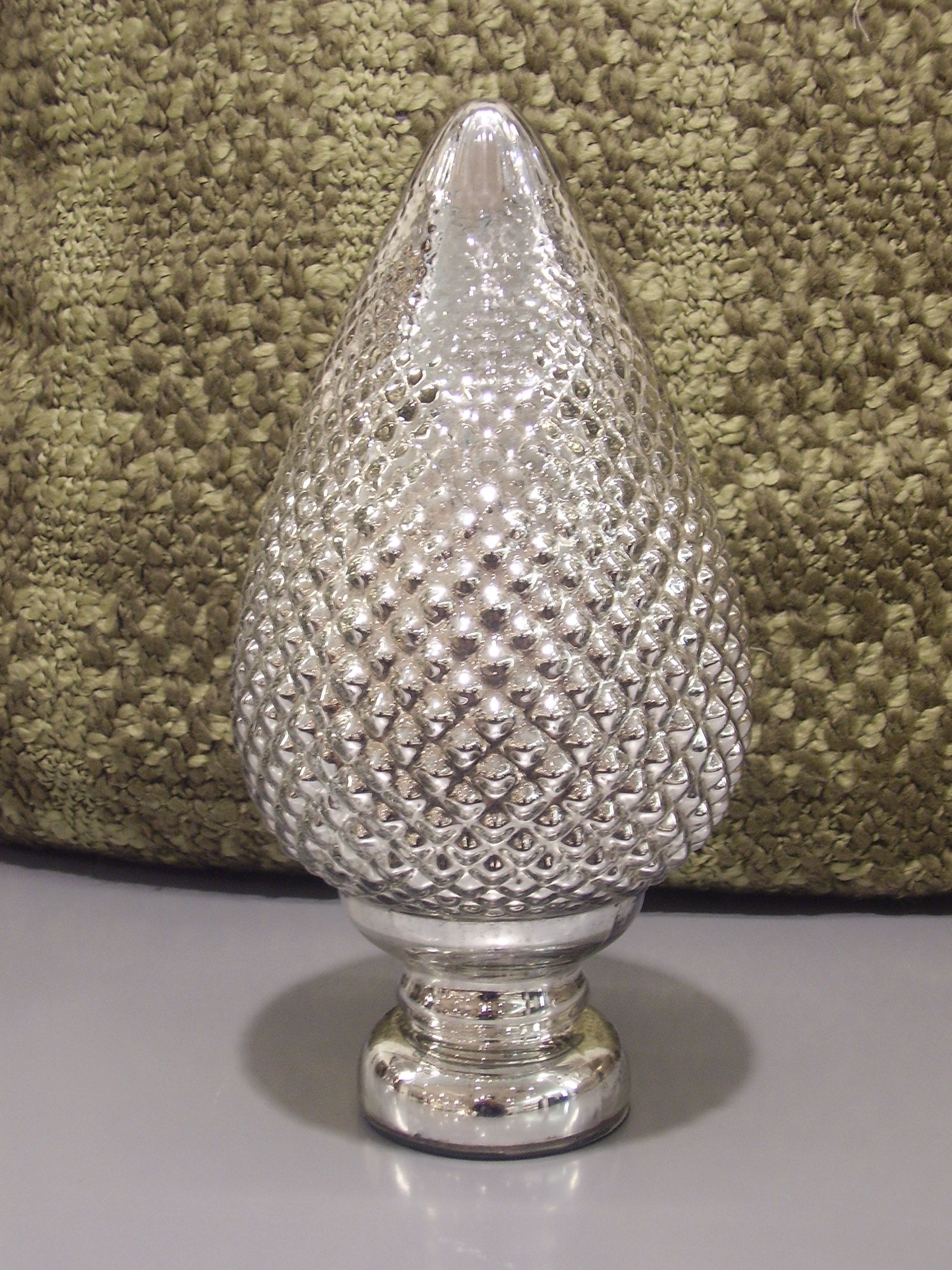
Pyr
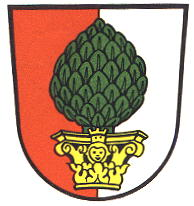
Herb Augsburga z 1811 roku
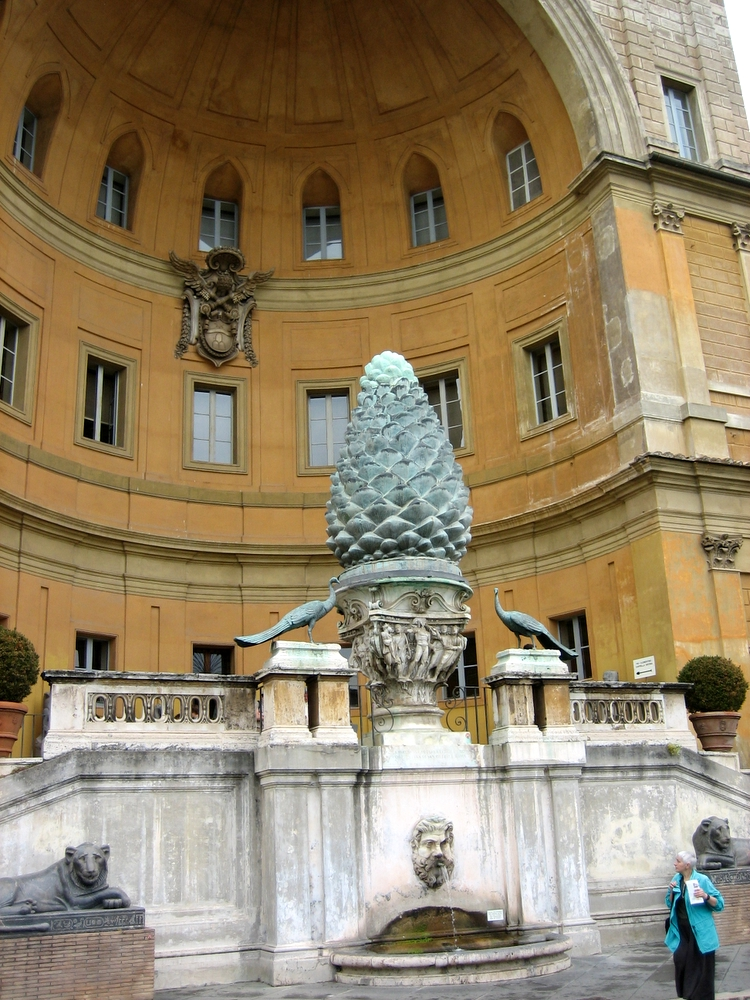
Pyr przed Muzeum Watykańskim

## Herby dawnych gmin włączonych do miasta

### Bergheim
Herb stanowi złota tarcza, na której widoczny jest niebieski zamek z trzema blankami i bramą w kształcie maswerku. Przed murem zamkowym widnieją dwie, skrzyżowane ze sobą, złote buławy.

### Göggingen
Herb przedstawia tarczę podzieloną na dwie części: lewą – srebrną wieżę na zielonym tle i lewą – osiem srebrnych, nagich mieczy na czerwonym tle.

### Haunstetten
Herb został wprowadzony w 1952 roku, kiedy Haunstetten otrzymało prawa miejskie. Herb podzielony jest na trzy części. W górnej widnieje srebrny koń w skoku na błękitnym tle – pochodzący z herbu nadanego przez augsburskiego opata Willibalda Poppa dobrom Haustetten, a pochodzi z prywatnego herbu opata. W lewym dolnym rogu znajduje się złoty krzyż na czarnym tle – herb opactwa św. Ulryka w Augsburgu, do którego należały dobra Haustetten. W prawym dolnym rogu na białym tle widnieje czerwona zębatka – symbol rozwoju industrialnego.

### Inningen
Herb jest podzielony na dwie części. Lewą stanowi złoty, łaciński krzyż zakończony trójlistnie na czerwonym tle. Prawą stanowi Ozdobna czerwona litera M na srebrnym tle. W dole herbu widać cegły w kolorach srebrnym i czerwonym.

### Lechhausen
Herb stanowi podzielona tarcza. Górna część to srebrny strumień na czerwonym polu, dolna przedstawia biały, dwupiętrowy budynek z czerwonym dachem, na niebieskim tle i stojący na zielonej ziemi.

Herb Lechhausen

### Oberhausen
Herb stanowi błękitna tarcza z wizerunkiem steli z 15 r. p.n.e. znalezionej w Oberhausen, upamiętniającą założenie w tym miejscu obozu przez rzymski legion.

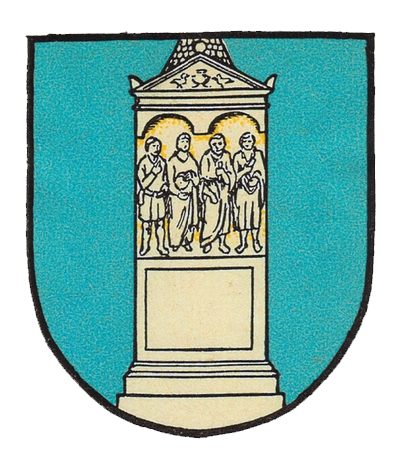
Herb Oberhausen